# Bombus unicus
Bombus unicus (saknar svenskt namn) är en insekt i överfamiljen bin (Apoidea) och släktet humlor (Bombus) som finns i östligaste Sibirien. 

## Beskrivning
Humlan har huvudsakligen grå päls, som antar en gulaktig ton på ryggsidan. På mellankroppen mellan vingarna har den ett brett, svarthårigt band, och de tredje och fjärde bakkroppssegmenten räknat framifrån är även de svarthåriga, med undantag för bakkanterna. Honorna blir 16 till 17 mm långa, hanarna 13 mm.

## Ekologi
Arten lever på ängar, skogsbryn och -gläntor, där den besöker ett stort antal olika, blommande växter.

## Status
Arten är mycket sällsynt, och rödlistad som hotad. Den minskar, framför allt på grund av ett utökat, modernt jordbruk som resulterat i att de tidigare biotoperna plöjts upp eller betats ner. Påverkan av bekämpningsmedel spelar också in.

## Utbredning
Bombus unicus finns bara i östligaste Sibirien, framför allt i Amur oblast och Primorje kraj.